# Allan Dellon
Allan Dellon Santos Dantas plus connu sous le nom d'Allan Dellon, né le 16 février 1979 à Vila Velha (Brésil), est un footballeur brésilien qui évolue au poste d'attaquant.
Jouant actuellement au Ceilândia Esporte Clube, en quatrième division, c'est sous les couleurs de l'Esporte Clube Vitória qu'il a connu ses meilleures années, club avec lequel il a inscrit 84 buts entre 1997 et 2004.